# 九里堤街道
九里堤街道，是中华人民共和国四川省成都市金牛区下辖的一个乡镇级行政单位。九里堤是成都市歷史上的一個防洪堤，先后被称为诸葛堤和刘公堤、侍郎堤。因長度约有九里，所以明清时称為九里堤，中華民國大陸時期被毁。

## 行政区划
九里堤街道下辖以下地区：
西南交通大学社区、康禧路社区、星河路社区和九里堤北路社区。